# 멍쉐눙
멍쉐눙(중국어 간체자: 孟学农, 정체자: 孟學農, 병음: Mèng Xuénóng, 1949년 ~ )은 중화인민공화국의 정치인이다. 중국인민대학에서 마르크스레닌주의를 전공했고, 상공업관리학 석사 학위를 받았다.
1972년 7월 중국 공산당에 입당하였고, 제16와 17기 당중앙위원회 위원을 지냈다. 베이징시에서 당무와 정무 경험을 오래 쌓았으며, 1993년 베이징 시 부시장과 1998년 시 당위원회 상무위원을 지냈다. 2002년 시 당위원회 부서기를 거쳐 2003년 1월에 베이징 시장에 올랐다. 중국 공산주의 청년단에서 활동한 경험이 있기 때문에 후진타오파로 간주되어 주목받았다.
취임 직후에 발생한 SARS 사건을 적절하게 처리하지 못한 책임을 지고 사임했다. 장쩌민파로 알려진 장원캉 위생부장과 함께 사임했기 때문에, 양측의 무승부 또는 균형잡힌 인사조치였다는 평가를 받았다.
2003년 9월, 부부장급의 당조직 부서기인 국무원 남수북조 공정건설위원회 판공실 부주임에 취임했기 때문에, 실각은 아니라고 볼 수도 있었다. 2007년 9월에 산서 성의 성장 대리를 거쳐 2008년 1월에 정식으로 성장에 취임했다. 그러나 같은 해 9월에 샹펀현에서 발생하여, 274명 사망자를 낸 산사태 사고로 부처 내의 안전 생산의 책임자였기 때문에 사의를 표명했고, 사표가 수리되었다.
2010년 1월, 중앙직속기관 공작위원회 부서기 직책으로 중앙직속기관 당 공작회의를 주최하였고, 이를 신화사통신이 보도했다.